# Frederika (Iowa)
Frederika és una població dels Estats Units a l'estat d'Iowa. Segons el cens del 2000 tenia 199 habitants.

## Demografia
Segons el cens del 2000, Frederika tenia 199 habitants, 96 habitatges, i 60 famílies. La densitat de població era de 384,2 habitants/km².
Dels 96 habitatges en un 19,8% hi vivien nens de menys de 18 anys, en un 58,3% hi vivien parelles casades, en un 2,1% dones solteres, i en un 37,5% no eren unitats familiars. En el 36,5% dels habitatges hi vivien persones soles el 25% de les quals corresponia a persones de 65 anys o més que vivien soles. El nombre mitjà de persones vivint en cada habitatge era de 2,07 i el nombre mitjà de persones que vivien en cada família era de 2,7.
Per edats la població es repartia de la següent manera: un 16,1% tenia menys de 18 anys, un 7% entre 18 i 24, un 20,1% entre 25 i 44, un 27,6% de 45 a 60 i un 29,1% 65 anys o més.
L'edat mediana era de 51 anys. Per cada 100 dones de 18 o més anys hi havia 94,2 homes.
La renda mediana per habitatge era de 36.250 $ i la renda mediana per família de 47.500 $. Els homes tenien una renda mediana de 30.625 $ mentre que les dones 25.500 $. La renda per capita de la població era de 20.224 $. Entorn del 10,3% de les famílies i el 12,6% de la població estaven per davall del llindar de pobresa.

## Poblacions més properes
El següent diagrama mostra les poblacions més properes.